# Lourdes Valera
Lourdes del Valle Valera Galvis (15 tháng 6 năm 1963 – 2 tháng 5 năm 2012) là một  nữ diễn viên người Venezuela đã tham gia hơn hai mươi tác phẩm điện ảnh và truyền hình trong sự nghiệp của mình, đặc biệt nổi tiếng với diễn xuất của cô trong nhiều phim telenovela.

## Nghề nghiệp
Lần đầu tiên Valera tham gia nhà hát vào năm mười tuổi với nhóm kịch của trường tiểu học. Năm 1979, khi được mười sáu tuổi, cô đã ra mắt truyền hình trong chương trình RCTV Radio Rochela, nơi cô phát triển kỹ năng hài kịch của mình như một diễn viên hài. Cô cũng tham gia chương trình Niño de papel. Năm 1983, Valera được chọn tham gia bộ phim telenovela đầu tiên của cô, vở opera xà phòng của Venezuela Leonela.
Ngoài diễn xuất, mẹ cô còn khăng khăng yêu cầu Valera phải hoàn thành việc học của mình và cô tốt nghiệp ngành truyền thông xã hội tại Đại học Trung tâm Venezuela.
Năm 1985, Valera bắt đầu một vai diễn trong vở opera Cristal, và sau đó tiếp tục diễn xuất trong nhiều vở kịch xà phòng khác trong suốt sự nghiệp của mình, bao gồm La vida entera, Ciudad Bendita, Se solicita príncipe azul, Cosita rica, Las González, Guerra de teeses, Amantes de luna llena, Obléñame a querer, El país de las teeses, Contra viento y marea, La llaman Mariamor, Cruz de nadie, Las dos Dianas, Señora và Topacio.

## Đời tư
Năm 1993, Valera kết hôn với đạo diễn phim Luis Alberto Lamata, người mà cô gặp năm 1984. Hai vợ chồng không bao giờ có con. Năm 2008, sau khi kiểm tra khả năng phẫu thuật thẩm mỹ, cô được chẩn đoán mắc bệnh ung thư phổi, từ đó cô tạm thời hồi phục. Tái phát bệnh năm 2011 đã khiến cô qua đời vào ngày 2 tháng 5 năm 2012.